# لوغان ودسايد
لوغان ودسايد (بالإنجليزية: Logan Woodside)‏ هو لاعب كرة قدم أمريكية أمريكي، ولد في 27 يناير 1995 في فرانكفورت في الولايات المتحدة.